# Michale Graves
Michael Emanuel (New Jersey, 21 de março de 1975), mais conhecido pelo seu nome artístico Michael Graves, é um cantor e compositor americano

## Biografia
Até o começo dos anos 1990, Michel cantou com a banda Bambi Slam, e de 1993 até 1994, pela Valmont. Antes de se juntar aos Misfits em 1995, Michael estava com os Mulch. Graves foi à gravação de uma demo com sua banda "Mopes", então em Lodi, Nova Jérsia. Foi então que um amigo seu o informou que a mítica banda de horror punk estava a realizar audições para um novo vocalista, Michael nunca tinha ouvido falar do grupo, porém resolveu procurar sobre a banda. Ele havia comprado o disco Collection I para aprender as músicas. Sua performance impressionou bastante Jerry Only, que desde logo o escolheu como a nova voz para a banda. Contribuiu não só com a voz, mas também com a escrita e composição de muitas canções. Quando seu engenheiro, Bob Alecca, disse que o Misfits estava fazendo testes para cantores, o novo baterista Dr. Chud rapidamente tomou Mike sob sua asa e uma amizade se formou, durando anos. O canto de Graves pode ser encontrado em American Psycho, Famous Monsters, backing vocal em Monster Mash 1999 e Cuts From The Crypt. Ele também escreveu canções originais para a banda, incluindo "This Island Earth", "Resurrection", "The Haunting", "Witch Hunt", "Fiend Club", "Dig Up Her Bones", "Shining", "Saturday Night", "Fiend Without A Face" e muitas outras. Na época que "Saturday Night" estava sendo gravada, ele planejava trazer seu cão de estimação para o estúdio para inspiração, no entanto, o cão morreu antes de ele começar a gravar os vocais, então ele pendurou sua coleira sobre o microfone durante a gravação. Ele co-escreveu muitas canções também. Com os Misfits, fez várias turnês, escreveu e gravou uma grande quantidade de músicas, bem como fazer aparições na TV com o Misfits de 1996 até sua saída da banda. Sua saída oficial da banda é conhecida como sendo em 25 de outubro de 2000, depois de um show na House of Blues, em Orlando, Flórida. A partida foi mencionada por membros da banda na época como devida à agitação interna acontecendo entre o grupo. Durante o verão de 1998, Michael deixou a banda por alguns meses devido a desentendimentos com Jerry Only, e foi substituído por Myke Hideous interinamente até voltar em boa forma para a banda. Ele deixou a banda oficialmente em 2000, e retornou momentaneamente em 2001 para a turnê M25 como vocalista convidado. Michael sempre manifestou interesse em voltar para os Misfits, conforme declarou em entrevistas ao longo dos anos, ele já disse várias vezes que bastaria apenas um telefonema e umas conversas para deixar as desavenças de lado. Porém, segundo ele, o problema é que Doyle e Dr. Chud têm fortes desentendimentos com Jerry Only. Ele cantou mais tarde pela Graves, Gotham Road, e pelo seu projeto solo. Atualmente está tocando com Marky Ramone no projeto Marky Ramone Blitzkrieg.

## Carreira solo
Tendo deixado o grupo Misfits juntamente com o seu amigo e baterista, Dr. Chud, formaram a banda Graves tendo gravado apenas um álbum, Wheb of Dharma. Já sem Chud, renomeou a banda com o nome de Gotham Road e iniciou turnês pelos Estados Unidos e após a edição de um LP Seasons of The Witch acabou a banda. Desde então Michael Graves dedicou-se à sua carreira a solo tendo editado dois álbuns Punk Rock Is Dead e Return To Earth e mais um álbum Illusions em colaboração com Damien Echols. Em 26/02/2013, Graves lançou seu novo álbum chamado Vagabond.
Enquanto estava em turnê pelo Brasil, em São Paulo, e no meio da madrugada do dia 22 para 23 de junho de 2019, saiu do hotel junto com sua equipa e foi para o aeroporto internacional de Guarulhos, tomando voo de retorno para os EUA. Com isso, deixou a turnê a meio, sem dar explicações, faltando ter finalizado seis shows, segunda a produtora.

## Discografia

### com The Misfits
- American Psycho (1997)
- Evilive II (1998)
- Famous Monsters (1999)
- Cuts From The Crypt (2001)
- Dig Up Her Bones (1997)
- I Wanna Be A New York Ranger (1998)
- Scream (1999)
- Monster Mash (2001)

### Álbuns Solo
- 8 tracks

• Web of Dharma (Graves) 
• Web of Dharma 2 (Gotham Rd.)
- Seasons Of The Witch (Gotham Road)

• Gotham Road Live Portland 
- Punk Rock Is Dead
- Return To Earth
- Illusions - With Damiel Enchols
- Illusions - Live Viretta Park
- Demos & Live Cuts Vol. I
- Demos & Live Cuts Vol. II
- Demos & Live Cuts Vol. III
- Demos & Live Cuts Vol. IV

• The Scarecrow Selections (box set)
- Halifax Live at the Musicroom
- Arkansas Sessions
- When We Are Angels (Blitzkrieg)
- If And When (Blitzkrieg)
- Vagabond
- Vagabond Acoustic
- The Lost Skeleton Returns
- The Lost Skeleton Returns Instrumental
- Supernatural

• Supernatural Instrumental
• Wanderer
• Wanderer Acoustic
• Zombies Unite - Night Of Samhain
• Revenge of the zombies - Night Of Samhain
• Drifter
• H.E. Demo's confidential Vol I
• Nightmares
• When Worlds Collide